# Antonia Terzi
Pour les articles homonymes, voir Terzi.
Antonia Terzi, née le 29 avril 1971 à Mirandola (Modène) en Italie et morte le 26 octobre 2021 en Angleterre, est une ingénieure italienne, spécialisée dans le domaine de l'aérodynamisme. Elle a notamment travaillé en Formule 1 pour les écuries Ferrari et Williams.

## Biographie
Antonia Terzi commence à travailler en Formule 1 à la fin des années 1990, au sein de la Scuderia Ferrari, en tant qu'aérodynamicienne. En 2002, elle quitte Ferrari pour rejoindre Williams, où on lui confie le poste d'aérodynamicienne en chef, l'un des postes les plus importants de l'organigramme d'une équipe de F1.

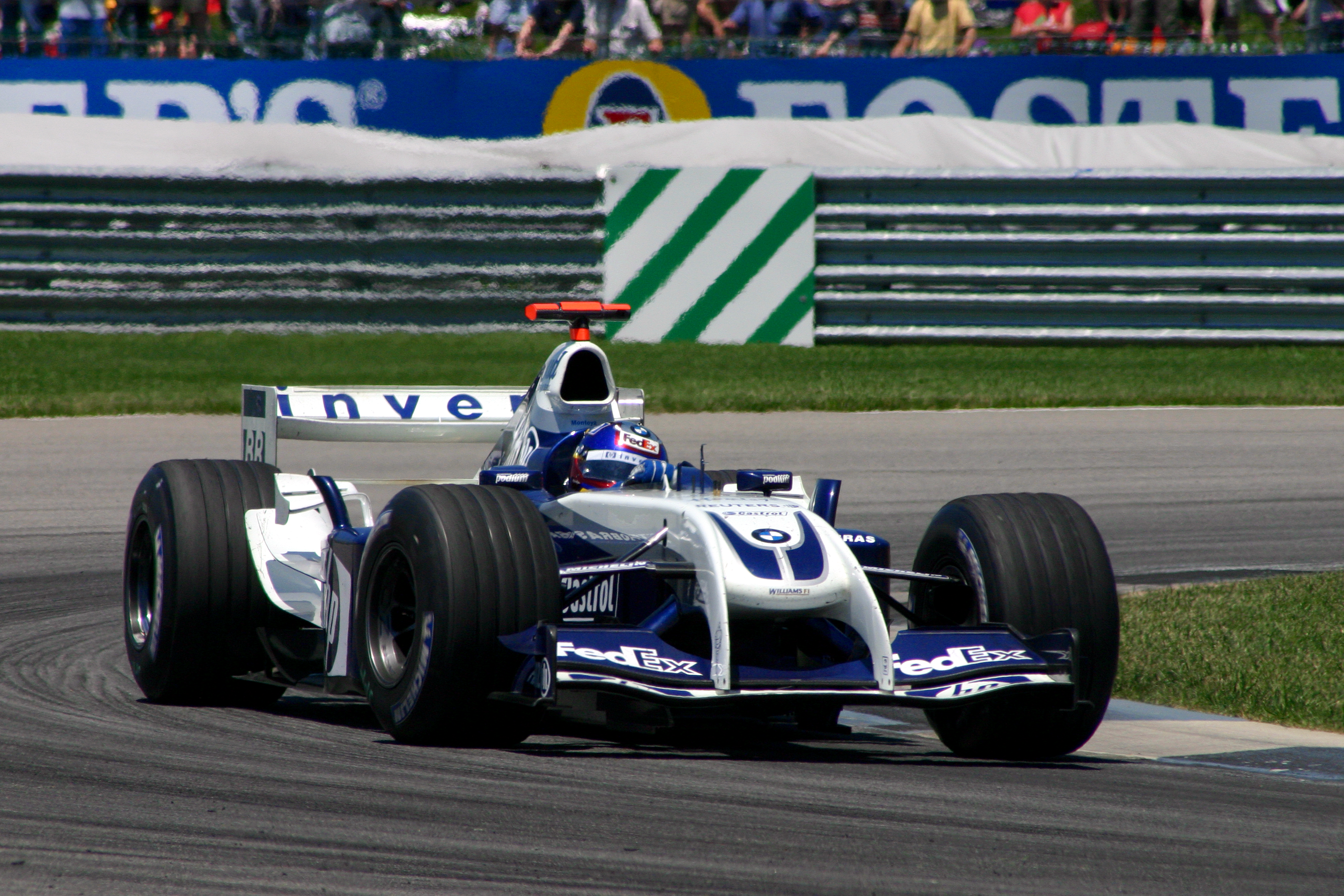
Juan Pablo Montoya au volant de la Williams FW26 « nez de morse », la voiture qui a rendu Antonia Terzi célèbre.

Chargée, sous la responsabilité de Patrick Head (directeur technique) et de Gavin Fisher (designer en chef), de fixer les lignes des monoplaces de l'écurie de Grove, elle fait grandement parler d'elle début 2004 lorsque est présentée la Williams FW26, rapidement surnommée « le morse » en raison de son aérodynamique très caractéristique que certains présentent alors comme révolutionnaire. La FW26 pousse en effet à l'extrême le concept de « double quille » (les points d'attache des suspensions avant) et présente un museau avant inhabituellement large et court afin optimiser la circulation de l'air sous la voiture. Après des essais hivernaux encourageants, la FW26 affiche rapidement ses limites, le nez de morse posant notamment des problèmes de répartition des masses. Durant l'été, Antonia Terzi revoit sa copie, et, sans abandonner le concept de double quille, dessine un nez avant plus classique, avec lequel Juan Pablo Montoya remporte la dernière course de la saison au Brésil. Malgré cette victoire, le bilan de la FW26 est globalement négatif et Antonia Terzi est désignée comme en étant la principale responsable.

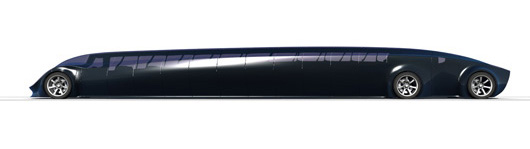
Le projet néerlandais Superbus.

Limogée en fin de saison et remplacée par le Français Loïc Bigois, elle ne retrouve pas de poste en Formule 1 et exerce désormais à l'université de technologie de Delft, où elle travaille notamment sur le projet de Superbus en compagnie de l'ancien astronaute Wubbo Ockels.
Antonia Terzi meurt à l'âge de 50 ans le 26 octobre 2021 dans un accident de voiture en Angleterre,.